# 閉伊郡
閉伊郡（日语：／ Hei gun */?）是日本陸奧國（後為陸中國）（岩手縣）轄下的一個郡，下轄123村，已於1879年1月4日因分割為南閉伊郡、東閉伊郡、西閉伊郡、中閉伊郡與北閉伊郡而廢除郡建置。該郡以盛產馬而聞名。

## 郡域
大約為上閉伊郡、下閉伊郡、遠野市、宮古市和釜石市大部分（唐丹町除外）。

## 歷史
《續日本紀》靈龜元年（715年）有記載「閇村」，《日本後紀》弘仁二年（811年）有記載「幣伊村」，推測為閉伊郡命名的起源。
後來的文獻（《奧南落穗集》）中，12世紀後半期的藤原秀衡有一個叫閉伊何某的人，而奧州合戰後鎌倉御家人也有閉伊氏的勢力。
江戶時代盛岡藩紀錄石高中包含以閉伊為名的村（元祿南部郡村高帳等）。

### 近代的沿革
- 幕末時屬於陸奧國，全域由盛岡藩領有。《舊高舊領取調帳》記載了本郡在明治初年存在的村。（138村）
  - 後屬於南閉伊郡（13村） - 大槌村、小槌村、甲子村、平田村、釜石村（今釜石市）、兩石村、箱崎村、鵜住居村、片岸村、栗林村、橋野村、吉里吉里村、金澤村
  - 後屬於東閉伊郡（43村） - 船越村、織笠村、轟木村、下山田村、上山田村、飯岡村、大澤村、宮古村、浦鍬崎村、崎鍬崎村、崎山村、山口村、千德村、近內村、田代村（今宮古市田代）、根市村、花原市村、蟇目村、刈屋村、和井內村、茂市村、腹帶村、田老村、乙部村、攝待村、末前村、磯鶏村、高濱村、金濱村、赤前村、重茂村、音部村、小山田村、松山村、八木澤村、津輕石村、荒川村、石峠村、豐間根村、田鎖村、老木村、花輪村、長澤村
  - 後屬於西閉伊郡（44村） - 橫田村、白岩村、小平村、光興寺村、畑中村、羽根通村、土淵村、五日市村、飯豐村、本宿村、片岸村、柏崎村、山口村、須崎村、久手村、高室村、宮澤村、新里村、釜石村（今遠野市）、鵢崎村、駒木村、松崎村、細越村、佐比內村、青笹村、平倉村、平野原村、中澤村、糠前村、栃內村、板澤村、来內村、上綾織村、下綾織村、小友村、上鱒澤村、下鱒澤村、上宮守村、安居台村、東禪寺村、上附馬牛村、下附馬牛村、達曾部村、下宮守村
  - 後屬於中閉伊郡（13村） - 小國村、江繋村、泉澤村、古田村、川井村、川內村、夏屋村、片巢村、箱石村、鈴久名村、田代村（今、宮古市區界）、門馬村、平津戶村
  - 後屬於北閉伊郡（25村） - 下有藝村、上有藝村、釜津田村、大川村、淺內村、小本村、中里村、中島村、袰野村、乙茂村、猿澤村、鼠入村、尼額村、袰綿村、穴澤村、門村、濱岩泉村、田野畑村、沼袋村、岩泉村、二升石村、安家村、普代村、黑崎村、堀內村
- 明治元年十二月初七（1869年1月19日）
  - 陸奧國分割，本郡屬於陸中國。
  - 後屬於南閉伊郡全域、後屬於東閉伊郡的3村（荒川村、石峠村、豐間根村）、後屬於西閉伊郡的10村（新里村、釜石村、鵢崎村、上綾織村、下綾織村、上鱒澤村、下鱒澤村、上宮守村、達曾部村、下宮守村）、後屬於中閉伊郡的11村（小國村、江繋村以外），總計37村變成明治政府直轄的信濃松本藩管理地取締地，稱為縣[1]。
  - 後屬於北閉伊郡全域、後屬於東閉伊郡的40村、後屬於西閉伊郡的34村、後屬於中閉伊郡的2村，總計101村變成明治政府直轄的信濃松代藩管理地取締地，稱為盛岡縣（第1次）[1]。
- 明治元年十二月二十四（1869年2月5日） - 戊辰戰爭後被處分的盛岡藩主南部氏被轉封到了磐城的白石城，稱白石藩。
- 明治二年八月初七（1869年9月12日） - 盛岡縣（第1次）的區域設置江刺縣。
- 明治二年八月十八（1869年9月23日） - 花卷縣編入江刺縣。
- 明治四年十一月十二（1871年12月13日） - 由於第1次府縣統合，本郡歸盛岡縣（第3次）管轄。
- 明治五年正月初八（1872年2月16日） - 盛岡縣（第3次）改稱岩手縣。
- 明治九年（1876年）（123村）
  - 下山田村、上山田村合併為山田村。
  - 進行轟木村歸織笠村；小平村、羽通村歸白岩村；畑中村歸白岩村，光興寺村、五日市村、本宿村歸土淵村；片岸村、須崎村、久手村歸柏崎村；高室村歸山口村；宮澤村歸飯豐村；泉澤村歸江繋村；黑崎村、堀內村歸普代村等合併。
- 明治十一年（1878年）11月26日 - 實行郡區町村編制法。
- 明治十二年（1879年）1月4日 - 閉伊郡分割為南閉伊郡、東閉伊郡、西閉伊郡、中閉伊郡、北閉伊郡五郡，同日閉伊郡消失。 
  - 南閉伊郡（13村） - 大槌村、小槌村、甲子村、平田村、釜石村（今釜石市）、兩石村、箱崎村、鵜住居村、片岸村、栗林村、橋野村、吉里吉里村、金澤村
  - 東閉伊郡（41村） - 船越村、織笠村、山田村、飯岡村、大澤村、宮古村、浦鍬ヶ崎村、崎鍬ヶ崎村、崎山村、山口村、千德村、近內村、田代村（現、宮古市田代）、根市村、花原市村、蟇目村、刈屋村、和井內村、茂市村、腹帶村、田老村、乙部村、攝待村、末前村、磯鶏村、高濱村、金濱村、赤前村、重茂村、音部村、小山田村、松山村、八木澤村、津輕石村、荒川村、石峠村、豐間根村、田鎖村、老木村、花輪村、長澤村
  - 西閉伊郡（34村） - 橫田村、白岩村、光興寺村、土淵村、飯豐村、柏崎村、山口村、新里村、釜石村（今遠野市）、鵢崎村、駒木村、松崎村、細越村、佐比內村、青笹村、平倉村、平野原村、中澤村、糠前村、栃內村、板澤村、来內村、上綾織村、下綾織村、小友村、上鱒澤村、下鱒澤村、上宮守村、安居台村、東禪寺村、上附馬牛村、下附馬牛村、達曾部村、下宮守村
  - 中閉伊郡（12村） - 小國村、江繋村、古田村、川井村、川內村、夏屋村、片巢村、箱石村、鈴久名村、田代村（今宮古市區界）、門馬村、平津戶村
  - 北閉伊郡（23村） - 下有藝村、上有藝村、釜津田村、大川村、淺內村、小本村、中里村、中島村、袰野村、乙茂村、猿澤村、鼠入村、尼額村、袰綿村、穴澤村、門村、濱岩泉村、田野畑村、沼袋村、岩泉村、二升石村、安家村、普代村

## 附註
1. 1 2  兩者依據明治元年十二月二十三（1869年2月4日）的「諸藩管理奧羽各縣暫時御規則（諸藩取締奧羽各縣當分御規則）」（法令全書通番明治元年太政官布告第1129）所設置的縣，但是明治政府並未任命權知縣事，所以在明治政府公文書中全未留下記錄，並不被認定是正式的縣。

## 相關項目
- 上閉伊郡
- 下閉伊郡

| 前任者： ----- | 行政區變遷 ？－1879年 | 繼任者： 南閉伊郡、西閉伊郡、 東閉伊郡、中閉伊郡、北閉伊郡 |